# Heritage New Zealand
Heritage New Zealand Pouhere Taonga, appelé jusqu'en 2014 le New Zealand Historic Places Trust (en Māori Pouhere Taonga), est un organisme de la Couronne, visant à protéger les sites et bâtiments historiques de Nouvelle-Zélande. 
Il compte environ 20 000 adhérents. L'organisme est fondé par la loi de 1954 appelée Historic Places Act avec pour objectif affiché de « promouvoir l'identification, la protection, la préservation et la conservation du patrimoine historique et culturel de la Nouvelle-Zélande »[réf. nécessaire]. Cet organisme est désormais organisé conformément à la loi Heritage New Zealand Pouhere Taonga Act de 2014.